# هاريسون غراي
هاريسون غراي (بالإنجليزية: Harrison Gray)‏ هو سياسي أمريكي، ولد في 1711 في بوسطن في الولايات المتحدة، وتوفي في 1794 في لندن في المملكة المتحدة.